# Tole vilhelminae
Tole vilhelminae là một loài chân đều trong họ Janiroidea incertae sedis. Loài này được Stephensen miêu tả khoa học năm 1913.